# Phaea maxima
Phaea maxima es una especie de escarabajo longicornio del género Phaea, tribu Tetraopini, subfamilia Lamiinae. Fue descrita científicamente por Bates en 1881.

## Descripción
Mide 12-17 milímetros de longitud.

## Distribución
Se distribuye por México.